# Pandua
Pandua è una suddivisione dell'India, classificata come census town, di 27.126 abitanti, situata nel distretto di Hooghly, nello stato federato del Bengala Occidentale. In base al numero di abitanti la città rientra nella classe III (da 20.000 a 49.999 persone).

## Geografia fisica
La città è situata a 23° 4' 60 N e 88° 16' 60 E e ha un'altitudine di 18 m s.l.m..

## Società

### Evoluzione demografica
Al censimento del 2001 la popolazione di Pandua assommava a 27.126 persone, delle quali 13.720 maschi e 13.406 femmine. I bambini di età inferiore o uguale ai sei anni assommavano a 3.121, dei quali 1.622 maschi e 1.499 femmine. Infine, coloro che erano in grado di saper almeno leggere e scrivere erano 18.197, dei quali 9.819 maschi e 8.378 femmine.